# Oceania (Schiff, 1985)
Die Oceania ist ein Segelschiff, das von der Polnischen Akademie der Wissenschaften als Forschungsschiff genutzt wird.

## Beschreibung

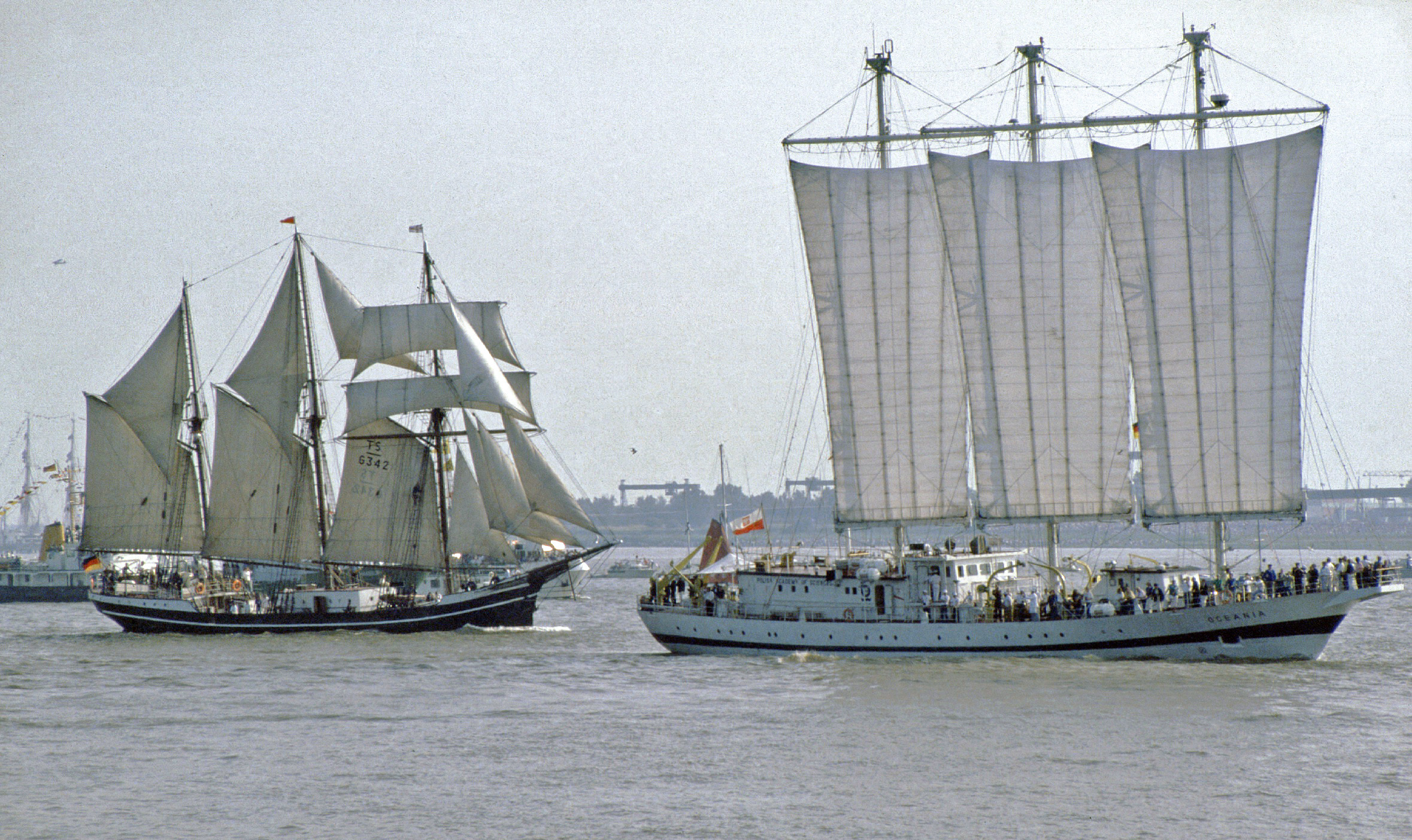
Die Oceania mit Thor Heyerdal bei der Sail’86 in Bremerhaven

Das Schiff wurde unter der Baunummer B-97/1 auf der Werft Stocznia Gdanska in Danzig gebaut und im Oktober 1985 abgeliefert. Der Entwurf stammt vom polnischen Schiffbauingenieur Zygmunt Choreń.
Das Schiff verfügt über drei Decks. An Bord ist Platz für 12 Besatzungsmitglieder und 14 Wissenschaftler. Bei Tagesfahrten, die nicht länger als zwölf Stunden dauern, dürfen sich 60 Personen an Bord aufhalten.
Das Schiff wird in erster Linie für Forschungsarbeiten in der Ostsee, der Nordsee und dem Nordatlantik genutzt und im Schnitt rund 240 Tage im Jahr auf See. Zugelassen ist es für weltweite Fahrt. In den jeweiligen Wintermonaten darf es die Polargebiete (über 66° 30' N bzw. 60° 00' S) nicht befahren. Das Schiff kann bis zu einen Monat auf See bleiben. 

## Technische Daten
Das Schiff kann durch Segel oder einen Dieselmotor angetrieben werden. Es ist mit drei jeweils 32 Meter hohen Segelmasten ausgerüstet. Die Segelfläche beträgt 280 m². Das Setzen der Segel erfolgt elektronisch. Als Antriebsmotor steht ein MTU-Dieselmotor (Typ: 12V 2000 M60) mit 600 kW Leitung zur Verfügung. Als Maximalgeschwindigkeit sind 12 kn angegeben, die Reisegeschwindigkeit beträgt 9 kn. Für die Stromerzeugung steht ein Dieselgeneratorsatz mit 110 kW Leistung zur Verfügung. Das Schiff ist mit einem Bugstrahlruder ausgestattet.

## Ausstattung
Das Schiff verfügt über Sonar- und Echolotanlagen und ist mit verschiedenen weiteren Geräten für Forschungsarbeiten in den Bereichen Hydrographie, Optik, Akustik, Chemie, Biologie und Luftpartikel ausgestattet. Für das Schleppen von Netzen und Geräten befinden sich Winden an Deck.
Am Heck befindet sich ein schwenkbarer Heckgalgen, der 2,5 t heben kann. Weiterhin ist das Schiff mit zwei seitlichen Auslegern ausgestattet. An Deck befindet sich ein hydraulisch betriebener Kran, der 1 t heben kann.
Das Schiff ist mit vier Laborräumen ausgestattet. Für die Unterbringung der Schiffsbesatzung und Wissenschaftler sind 15 Kabinen eingerichtet.